# Голям сфинкс в Гиза
Сфинксът в Гиза е голяма статуя на сфинкс, която се намира на платото край Гиза в Египет, на западния бряг на река Нил, близо до съвременния Кайро. Дължината на фигурата е 73 метра, височината - 20 метра. Лицето е широко шест метра и е от издялан варовик. 
Сфинксът символизира фараона на Древен Египет като въплъщение на бога на слънцето, затова гледа на изток. Хиляди сфинксове били построени, най-известният от които е този в Гиза.
В гръцките митове Сфинксът е крилато чудовище с тяло на лъв, но с глава и гърди на жена. В легендата на Едип - Сфинксът задавал гатанки и убивал тези, които не можели да отговорят. „Какво върви на четири крака на сутринта, на два по обяд и на три вечерта?“ Едип отговорил вярно: „Човекът върви на четири крака като бебе, върви изправен след това и използва бастун на старини.“ Чувайки този отговор, Сфинксът полудял, наръгал се и се самоубил.
Все още не е напълно ясно - Кой е фараонът, обожествен чрез сфикса?. В науката има няколко предположнеия, които (на този етап) е трудно да бъдат на сто процента подкрепени. Въпреки това е ясно едно, а именно, че сфиксът е символ на египетската култура, запазил спомена за величествения некрополен комплекс в Гиза, хилядолетия наред.